# Elezioni europee del 2014 in Portogallo
Le elezioni europee del 2014 in Portogallo si sono tenute il 25 maggio.

## Risultati
| Liste  | Liste | Gruppo      | Voti      | %     | Seggi | +/-       |
| ------ | --- | ----------- | --------- | ----- | ----- | --------- |
|        | Partito Socialista (PS)                                                                                   | S&D         | 1.033.158 | 34,01 | 8     | 1         |
|        | Alleanza Portogallo • Partito Social Democratico (PSD) • CDS - Partito Popolare (CDS-PP)                  | - PPE       | 909.932   | 29,95 | 7 6 1 | 3 · 2 · 1 |
|        | Coalizione Democratica Unitaria • Partito Comunista Portoghese (PCP) • Partito Ecologista "I Verdi" (PEV) | - GUE/NGL - | 416.446   | 13,71 | 3 -   | 1 · 1 ·   |
|        | Partito della Terra (MPT)                                                                                 | ALDE        | 234.603   | 7,72  | 2     | 2         |
|        | Blocco di Sinistra (BE)                                                                                   | GUE/NGL     | 149.628   | 4,92  | 1     | 2         |
|        | Livre | -           | 71.602    | 2,36  | -     | nuovo     |
|        | Partito per gli Animali e per la Natura (PAN)                                                             | -           | 56.363    | 1,86  | -     | nuovo     |
|        | Partito Comunista dei Lavoratori Portoghesi (PCTP)                                                        | -           | 54.662    | 1,80  | -     | Stabile   |
|        | Partito della Nuova Democrazia (PND)                                                                      | -           | 23.046    | 0,76  | -     | Stabile   |
|        | Partito Laburista Portoghese (PTP)                                                                        | -           | 22.531    | 0,74  | -     | Stabile   |
|        | Partito Popolare Monarchico (PPM)                                                                         | -           | 17.732    | 0,58  | -     | Stabile   |
|        | Partito Nazionale Rinnovatore (PNR)                                                                       | -           | 15.036    | 0,49  | -     | Stabile   |
|        | Movimento Alternativa Socialista (MAS)                                                                    | -           | 12.442    | 0,41  | -     | Stabile   |
|        | Portogallo per la Vita (PPV)                                                                              | -           | 12.017    | 0,40  | -     | nuovo     |
|        | Partito Democratico dell'Atlantico (PDA)                                                                  | -           | 5.300     | 0,17  | -     | Stabile   |
|        | Partito Operaio di Unità Socialista (POUS)                                                                | -           | 3.695     | 0,12  | -     | Stabile   |
| Totale | Totale | Totale      | 3.038.193 | 100   | 21    |           |